# Смердово (Бежецкий район)
Смердово — деревня в Бежецком районе Тверской области. Входит в состав Моркиногорского сельского поселения.

## География
Находится в восточной части Тверской области на расстоянии приблизительно 32 км по прямой на юг-юго-запад от районного центра города Бежецк.

## История
Деревня была отмечена еще на карте 1825 года. В 1859 году здесь (тогда сельцо Бежецкого уезда Тверской губернии) было учтено 12 дворов, в 1978 — 14.

## Население
Численность населения: 136 человек (1859 год), 10 (русские 100 %) в 2002 году, 1 в 2010.